# Jordan Crooks
Pour les articles homonymes, voir Crooks.
Jordan Crooks est un nageur des Îles Caïmans, né le 2 mai 2002 à George Town.
Il est le frère de la nageuse Jillian Crooks (en) qui a notamment été porte-drapeau aux Jeux olympiques de Tokyo 2020.
Il représente les îles Caïmans aux Jeux olympiques de la jeunesse de 2018, puis il concourt aux championnats du monde 2019 en Corée du Sud et aux championnats du monde 2022 en Hongrie avec des performances qui ne lui permettent pas de dépasser les séries.
Toutefois, il remporte en 2022 un titre aux Championnats du monde de natation en petit bassin dans l'épreuve du 50 m nage libre.
Il est désigné porte-drapeau de la délégation des îles Caïmans aux Jeux olympiques d'été de 2024 à Paris avec la skippeuse Charlotte Webster.
Depuis décembre 2024, il détient le record du monde du 50 mètres nage libre en petit bassin, étant le premier homme à descendre sous la barre des 20 s sur cette distance en bassin de 25 mètres.

## Palmarès

### Championnats du monde en petit bassin
- Championnats du monde en petit bassin 2022 à Melbourne (Australie) :
  -  médaille d'or du 50 m nage libre[3].
- Championnats du monde en petit bassin 2024 à Budapest (Hongrie) :
  -  médaille d'or du 50 m nage libre et record du monde au cours des demi-finales[4] en 19 s 90, premier homme à passer sous les 20 s sur cette distance en petit bassin ;
  -  médaille de bronze du 100 m nage libre.